# HYPERICE
HYPERICE es una marca de mejora del movimiento y recuperación fundada en 2010 por Anthony Katz.

## Historia
Hyperice fue fundada en el sur de California en 2010 por Anthony Katz. El primer producto fue un envoltorio de compresión con hielo para ayudar con las lesiones relacionadas con los deportes. En 2012, la compañía lanzó el producto de compresión ICE.
En 2014, Hyperice lanzó una campaña a través de Kickstarter para desarrollar un rodillo de masaje vibratorio Vyper 1.
En 2015, Vyper 1 se lanzó a la producción masiva. El mismo año, Anthony Katz fue nombrado Emprendedor del Año por Men’s Journal.
También en 2015, Hyperice anunció el lanzamiento de Hypersphere, un dispositivo de fitness y recuperación vibratorio. Blake Griffin y Lindsey Vonn se convirtieron en embajadores de Hypersphere para sesiones de pre y post entrenamiento.
En 2016, se lanzó Venom, un dispositivo portátil de calor y vibración para el calentamiento y la recuperación muscular.
En 2017, el producto Vyper se mejoró a Vyper 2.0. Más tarde en 2017, Hyperice anunció el lanzamiento de los productos Venom Leg y Venom Shoulder.
En 2018, Hyperice lanzó Hypervolt 1, una pistola de masaje de percusión portátil. En 2019, se lanzaron los productos Hypersphere Mini y Hypervolt Plus. En 2020, Hyperice adquirió Normatec, el desarrollador de un sistema de recuperación popular utilizado por atletas profesionales.
Durante 2020, la compañía introdujo Hypervolt Bluetooth/Hypervolt Plus Bluetooth y Hypervolt Go, junto con su aplicación Hyperice que permite conectar dispositivos para el control automático de la velocidad y series de contenido especializado.
También en 2020, Hyperice firmó un acuerdo con la NBA para una temporada por delante del calendario original de la marca debido a las ventajas otorgadas a la marca por la 'Burbuja de la NBA'.
Al mismo tiempo, Hyperice recaudó $48 millones en una nueva ronda de inversiones y tuvo una valoración de $700 millones. Las inversiones incluyeron una mezcla de atletas como Chris Paul, Lebron James, Naomi Osaka, Christian McCaffrey, Ja Morant, Fernando Tatís Jr. y Patrick Mahomes.
En 2021, la compañía aprobó dos compras, la primera fue Recoverx, una empresa de tecnología con sede en San Diego especializada en tecnologías de contraste inteligente, y la siguiente — Core, una empresa de bienestar mental.
En 2021, Hyperice se transformó en una marca de bienestar de alto rendimiento integral, lanzó un nuevo logotipo y visión de marca y también lanzó una serie de nuevas tecnologías. Los nuevos dispositivos de Hyperice incluyeron Hyperice X, Hypervolt 2 Pro, Hypervolt 2, Vyper 3 y Vyper Go.
En 2022, Hyperice lanzó una serie de nuevas innovaciones y actualizó varios dispositivos que ya estaban en el mercado Normatec 3, Normatec Go, Venom Go y los productos Venom 2.
En 2023, Hyperice firmó una asociación con WHOOP, la compañía de rendimiento humano, para la integración de datos. A través de la aplicación WHOOP, es posible registrar el nivel de recuperación del cuerpo al usar la línea Hypervolt de dispositivos de masaje de percusión y los sistemas de compresión de aire dinámico Normatec.